# غوس روني
غوس روني (بالإنجليزية: Gus Rooney) هو صحفي أمريكي، ولد في 8 يناير 1892، وتوفي في 21 ديسمبر 1978.